# Idioma dorig
Dorig (antes llamado Wetamut) es una lengua oceánica amenazada que se habla en la isla de Gaua en Vanuatu.
Los 300 hablantes del idioma viven principalmente en el pueblo de Dorig (AFI: [ⁿdʊˈriɰ]), en la costa sur de Gaua. Se pueden encontrar comunidades de hablantes más pequeñas en los pueblos de Qteon (costa este) y Qtevut (costa oeste).
Los vecinos inmediatos de Dorig son Koro y Mwerlap.

## Etimología
El nombre Dorig, escrito Dōrig, se deriva del nombre del pueblo donde se habla. El término está relacionado con Dōlav (el nombre Dorig de un pueblo que en Lakon se llama Jōlap [t͡ʃʊˈlap]), con las partes -rig y -lav que significan "pequeño" y "grande" respectivamente. El elemento dō probablemente esté relacionado con Mota: nua "acantilado"; por lo tanto, una posible forma de Proto-torresbanks es *ⁿduariɣi "pequeño acantilado".

## Fonológia
Dorig tiene 8 fonemas vocalicos. Estos incluyen 7 monoftongo cortos /i ɪ ɛ a ɔ ʊ u/ y una vocal larga /aː/.
|               | Anteriores    | Posteriores   |
| ------------- | ------------- | ------------- |
| Cerradas      | i ⟨i⟩         | u ⟨u⟩         |
| Casi cerradas | ɪ ⟨ē⟩         | ʊ ⟨ō⟩         |
| Semicerradas  | ɛ ⟨e⟩         | ɔ ⟨o⟩         |
| abiertas      | a ⟨a⟩, aː ⟨ā⟩ | a ⟨a⟩, aː ⟨ā⟩ |

Dorig tiene 15 fonemas consonantes.
|                  | Labiovelares | Bilabiales | Alveolares | Dorsal |
| ---------------- | ------------ | ---------- | ---------- | ------ |
| Oclusivas sordas | k͡pʷ ⟨q⟩      |            | t ⟨t⟩      | k ⟨k⟩  |
| Prenasalizadas   |              | ᵐb ⟨b⟩     | ⁿd ⟨d⟩     |        |
| Nasales          | ŋ͡mʷ ⟨m̄⟩      | m ⟨m⟩      | n ⟨n⟩      | ŋ ⟨n̄⟩  |
| Fricativas       |              | β ~ ɸ ⟨v⟩  | s ⟨s⟩      | ɣ ⟨g⟩  |
| Róticas          |              |            | r ⟨r⟩      |        |
| Lateral          |              |            | l ⟨l⟩      |        |
| Aproximantes     | w ⟨w⟩        |            |            |        |

La fonotáctica para una sílaba en Dorig es: /CCVC/ — e.g. /rk͡pʷa/ ‘mujer’; /ŋ͡mʷsar/ ‘pobre’; /wrɪt/ ‘pulpo’. Sorprendentemente, los grupos de consonantes de estas sílabas /CCVC/ no están restringidos por el Principio de secuenciación de sonoridad.  Históricamente, estas sílabas /CCVC/ reflejan palabras trisilábicas anteriores tono paroxístico. */CVˈCVCV/, después de la eliminación de las dos vocales átonas: e.g. POc *kuRíta ‘pulpo’ > *wərítə > /wrɪt/.

## Gramática
El sistema de pronombres personales en Dorig contrasta la clusividad y distingue cuatro números (singular, dual, de prueba, plural).
La referencia espacial se basa en un sistema de direccionales geocéntricas (absolutas), típico de las lenguas oceánicas.